# Bengt G. Söderberg

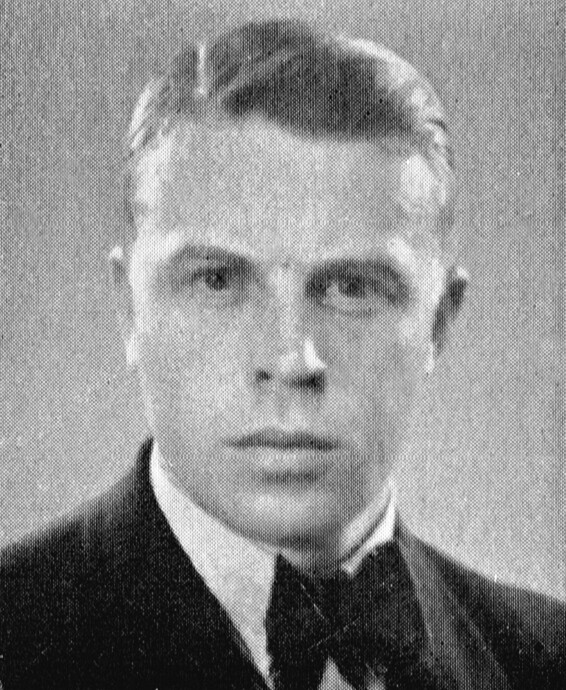
Bengt G. Söderberg.

Bengt Georg Söderberg, född 12 januari 1905 i Visby, död 27 augusti 1985, var en svensk konsthistoriker.

## Biografi
Söderberg var son till överstelöjtnanten Johan Söderberg och Malin Herlitz. Han avlade studentexamn vid Visby läroverk1924  och utbildade sig sedan vid Stockholms högskola där han tog fil.lic.-examen 1933. Han var eo amanuens vid Gotlands fornsal 1930–32 och var e.o. ämneslärare vid Gamleby folkhögskola 1933–1939 innan han disputerade för filosofie doktorsgraden i Stockholm 1942 på avhandlingen De gotländska passionsmålningarna och deras stilfränder. Studier i birgittinskt muralmåleri. .1942–46 var han eo ämneslärare vid Kungsholms enskilda läroverk.
Söderberg hade uppdrag från Riksantikvarieämbetet om utförande  av utgrävning och konservering vid Sundholmens slott och Täljehus. Han medverkade som kolumnist i Dagens Nyheter och Expressen från 1944 och i redaktionen Lexikon för konst från 1954. Han ägnade sig särskilt åt den svenska medeltidskonsten. Han deltog även i det konst- och kulturhistoriska samlingsverket Slott och herresäten i Sverige som gavs ut av Allhems Förlag AB 1966–1971.
Bengt G. Söderberg är begravd på Råcksta begravningsplats.